# Дженкинс, Рой
Рой Гаррис Дженкинс, барон Дженкинс Хиллхэдский (англ. Roy Harris Jenkins, Baron Jenkins of Hillhead, 11 ноября 1920 — 5 января 2003) — британский государственный деятель.

## Биография
Сын шахтёра Артура Дженкинса, ставшего видным профсоюзным активистом и лейбористским политиком. Во время Второй мировой войны служил сначала в артиллерии, затем дешифровщиком главного шифровального подразделения Великобритании в Блетчли-парке, закончил службу капитаном.
В 1948 был впервые избран депутатом Палаты общин от Лейбористской партии. В 1970 году он был избран заместителем лидера Лейбористской партии, но ушел в отставку в 1972 году, потому что поддерживал вступление в Европейские сообщества, против которого выступала партия.
Некогда известный депутат-лейборист и министр ряда правительств в 1960-х и 1970-х годах, он стал первым (и возможно единственным) Председателем Европейской комиссии от Великобритании и одним из четырёх отцов-основателей Социал-демократической партии Великобритании в 1981 году. Вернувшись по итогу довыборов 1982 года в парламент, стал лидером новой партии накануне парламентских выборов 1983 года, на которых сформировал электоральный альянс с Либеральной партией, однако после неутешительных результатов покинул руководящую должность. В 1987 году он был назначен почётным ректором Оксфордского университета, на этом посту он проработал до своей смерти.
Он также был выдающимся писателем, особенно биографом. В журнале Private Eye у него было прозвище Smoothiechops. Написанная им книга «Гладстон» в 1995 году удостоилась Уитбредовской премии в разделе «Биография». Написал автобиографию под названием «Жизнь в центре» (A Life at the Centre) (1991), которую The Guardian назвал одной из лучших автобиографий конца 20-го века, которую «с удовольствием будут читать еще долгое время после того, как большинство примеров этого жанра будет забыто».
Почётный член Британской академии (1993).